# Club Balonmano Granollers/Statistik
Dies ist ein Unterartikel zu Club Balonmano Granollers und enthält Statistik und Kader zu diesem spanischen Handballverein.

## Spielzeiten

### 2025/2026
Die Saison 2025/2026 bestreitet der Verein in der 1. Liga. Die Saison beginnt im Sommer 2025.
Die Mannschaft startet – als Zweitplatzierter der spanischen Meisterschaft 2025 – in der EHF European League 2025/2026.
Team:
- Tor: Luka Krivokapić, Pau Panitti[3]
- Außen: Pablo Urdangarin, Jordi Deumal Torroella,[4] Pablo Guijarro Moreno,[5] Sergi Franco i Miró[6]
- Rückraum: Juan Palomino,[7] Guillermo Fischer, Tarcísio Freitas Oliveira, Bruno Reguart, Gerard Domingo Calzada,[8] Ferran Castillo,[9] Marcos Fis
- Kreis: Adrià Figueras, Josep Ernèst Armengol Garín,[10]
- Trainer: Antonio Rama
- Zugänge: Adrià Figueras (C’ Chartres Métropole HB),[11] Bruno Reguart (TVB 1898 Stuttgart),[12] Guillermo Fischer (BM Villa de Aranda),[13] Juan Palomino (FC Barcelona),[14] Luka Krivokapić (Leihe, TV Bittenfeld), Marcos Fis (BM Caserío Ciudad Real), Josep Ernèst Armengol Garín (FC Barcelona B)
- Abgänge: Antonio García (Karriereende),[15] Roberto Rodríguez (Chambéry Savoie Mont Blanc HB),[16] Andrés Gabriel Moyano (Bathco Bm Torrelavega)[17] Víctor Romero (Sporting Lissabon),[18] Iván José Montoya Martínez[19] (Eón Alicante), Léonardo Abrahão[20] (JAGS Voslau), Biel Valera Rovira[21] (Handbol Club Eivissa), Oriol Rey Morales[22] (GRK Ohrid)

### 2024/2025
In der Saison 2024/2025 der 1. Liga kam die Mannschaft auf den 2. Platz mit 43 Punkten aus 20 Siegen und drei Unentschieden bei sieben Niederlagen. Das Torverhältnis betrug 1030:960.
Bei der Copa de España schied die Mannschaft gegen Bathco Torrelavega aus. Auch in der Copa del Rey schied das Team, vor der Finalrunde, gegen Bathco Torrelavega aus. Am 23. Liga-Spieltag brachte das Team dem FC Barcelona dessen erste Niederlage seit der Saison 2017/2018 bei.
In der EHF European League 2024/2025 schied die Mannschaft in der Hauptrunde aus.
Team:
- Tor: Lluc Borrell Nadal (ein Spiel, keine Parade),[25] Roberto Rodríguez (30 Spiele, 234 Paraden, 3 Tore)[26], Pau Panitti (30 Spiele, 117 Paraden, 4 Tore)[3]
- Außen: Pol Chaves Valera (11 Spiele, 2 Tore),[27] Guillem Vega Velilla (6 Spiele, 9 Tore)[28], Marc Vega Velilla (5 Spiele, 2 Tore),[29] Pablo Urdangarin (30 Spiele, 117 Tore)[30], Jordi Deumal Torroella (30 Spiele, 82 Tore),[4] Pablo Guijarro Moreno (27 Spiele, 33 Tore)[5], Sergi Franco i Miró (22 Spiele, 70 Tore),[6]
- Rückraum: Ferran López Bartrés (9 Spiele, 7 Tore),[31] Léonardo Abrahão (28 Spiele, 61 Tore),[32] Gerard Domingo Calzada (30 Spiele, 42 Tore),[8] Biel Valera Rovira, (26 Spiele, 3 Tore),[33] Andrés Gabriel Moyano (28 Spiele, 77 Tore),[34] Antonio García (30 Spiele, 177 Tore),[35] Ferran Castillo (18 Spiele, 86 Tore),[9]
- Kreis: Iván José Montoya Martínez (20 Spiele, 55 Tore),[36] Víctor Romero (30 Spiele, 134 Tore),[37], Oriol Rey Morales (27 Spiele, 19 Tore)[38]
- Trainer: Antonio Rama
- Zugänge: Jordi Deumal Torroella (Saran Loiret Handball), Andrés Gabriel Moyano (BM Nava), Tarcísio Freitas Oliveira (Recoletas Atlético Valladolid), Biel Valera Rovira (Granollers B), Léonardo Abrahão (Mudhar Club)
- Abgänge: Faruk Yusuf (Limoges Handball), Adrià Martínez Bages (?), Bruno Reguart (TVB 1898 Stuttgart), Pol Amores Hernández (Chênois Genève Handball), Pere Arnau, Iosif Andrei Buzle (CSM Constanța)

### 2023/2024
Die Spielzeit 2023/2024 in der 1. Liga beendete Granollers auf dem 3. Platz. Aus 18 Siegen und sechs Unentschieden wurden, bei sechs Niederlagen, 42 Punkte geholt und ein Torverhältnis von 960:887 erzielt. Die Heimspiele des Vereins in der Liga wurden von durchschnittlich 1.515 Zuschauern besucht.
Die Mannschaft hatte aufgrund ihrer Platzierung zur Hälfte der Spielzeit einen Startplatz bei der Copa de España im Dezember 2023. In der Copa del Rey schied die Mannschaft im Viertelfinale gegen Logroño La Rioja aus.
Der Verein war für die EHF European League 2023/2024 qualifiziert, schied dort aber in der ersten Runde gegen CSM Constanța aus.
Team:
- Tor: Roberto Rodríguez (30 Spiele, 286 Paraden, 9 Tore)[26], Pol Amores, Pau Panitti (25 Spiele, 79 Paraden, ein Tor)[3]
- Außen: Adrià Martínez, Pablo Urdangarin (30 Spiele, 85 Tore)[30], Pablo Guijarro (26 Spiele, 32 Tore)[5], Guilherme Torriani (15 Spiele, 27 Tore[42]), Sergi Franco (29 Spiele, 101 Tore),[6] Marc Vega Velilla (5 Spiele, 11 Tore),[29]
- Rückraum: Iosif Andrei Buzle, Ferran Castillo (30 Spiele, 74 Tore),[9] Joan Amigó (15 Spiele, 11 Tore[43]), Bruno Reguart, Faruk Yusuf, Antonio Garcia (28 Spiele, 136 Tore),[35], Pere Arnau Garcia, Marc Cañellas (3 Spiele, ein Tor),[44] Gerard Domingo Calzada (27 Spiele, 18 Tore),[8] Biel Valera Rovira, (7 Spiele, kein Tor)[33]
- Kreis: Iván Montoya (30 Spiele, 100 Tore)[36], Víctor Romero (30 Spiele, 74 Tore),[37] Oriol Rey (28 Spiele, 19 Tore)[38]
- Trainer: Antonio Rama
- Zugänge: In das Aufgebot kamen Roberto Rodríguez (TM Benidorm)[45], Iván Montoya (Bada Huesca)[46], Iosif Andrei Buzle (Ángel Ximénez Puente Genil)[47], Pablo Urdangarin (FC Barcelona),[48], Pablo Guijarro (Granollers B), Pol Amores (Granollers B), Víctor Romero (Granollers B), Ferran Castillo (Granollers B), Pau Panitti (Granollers B), Pere Arnau Garcia (Unió Esportiva Sarria, September 2023), Marc Cañellas (Februar 2024)
- Abgänge: Vor der Saison verließen Esteban Salinas (Bidasoa Irun),[49] Rangel da Rosa[50] (Saint-Raphaël VHB), Jan Gurri (Sporting Lissabon),[51] David Roca[52] (TM Benidorm), Marc Guàrdia[53] (RTV 1879 Basel) sowie Víctor De Sande[54] den Verein. Guilherme Torriani (Taubaté Handebol, ab Januar 2024)[55], Joan Amigó (Beşiktaş Safi Çimento, ab Januar 2024)[56]

### 2022/2023
Die Saison 2022/2023 der 1. Liga schloss das Team auf dem 3. Platz ab, mit 40 Punkten und 968:919 Toren aus 18 Siegen, vier Unentschieden und acht Niederlagen. Die Heimspiele in der Liga Asobal wurden von insgesamt 18.286 Zuschauern besucht, das war eine Steigerung von 50 Prozent. (Durchschnitt: 1.219)
Bei der Supercopa Ibérica 2022, die erstmalig ausgetragen wurde, kam die Mannschaft auf Platz 3. In der Copa del Rey schied das Team in der 3. Runde gegen Logroño La Rioja aus.
In der Copa Asobal verlor man das Halbfinale gegen Ademar León.
Der Verein nahm an der EHF European League 2022/2023 teil und kam dort bis ins Finale gegen die Füchse Berlin (31:36) und wurde Zweiter.
Team:
- Tor: Marc Guàrdia (28 Spiele, 0 Tore[59]), Rangel da Rosa (30 Spiele, 10 Tore[60])
- Außen: Guilherme Torriani (28 Spiele, 53 Tore[42]), Adrià Martínez (18 Spiele, 67 Tore[61]), Víctor De Sande (23 Spiele, 8 Tore[62]), Sergi Franco (30 Spiele, 101 Tore[6]), Pablo Guijarro (10 Spiele, 3 Tore)[5]
- Rückraum: Joan Amigó (28 Spiele, 10 Tore[43]), Antonio Garcia (27 Spiele, 164 Tore[35]), Jan Gurri (30 Spiele, 116 Tore[63]), Bruno Reguart (16 Spiele, 35 Tore[64]), Pol Valera ([65]), Faruk Yusuf (30 Spiele, 120 Tore[66]), David Roca (28 Spiele, 31 Tore[67]), Ferran Castillo (26 Spiele, 17 Tore),[9] Gerard Domingo Calzada (13 Spiele, 3 Tore)[8]
- Kreis: Oriol Rey (29 Spiele, 37 Tore[38]), Esteban Salinas (28 Spiele, 101 Tore[68]), Víctor Romero (30 Spiele, 15 Tore[37]), Josep Ernest Armengol (3 Spiele, 0 Tore[10])[69]
- Trainer: Antonio Rama
- Zugänge: Guilherme Torriani (Handebol Taubaté), Pablo Guijarro (2. Mannschaft), Bruno Reguart (ab Februar 2023,[70] FC Barcelona B), Faruk Yusuf (KS Kielce), David Roca (Blendio Sinfín), Ferran Castillo (2. Mannschaft), Víctor Romero (2. Mannschaft).
- Abgänge: Pol Valera (Februar 2023,[71] FC Barcelona) Chema Márquez (Saint-Raphaël VHB), Edgar Pérez (Karriereende), Alex Marquez (Istres Provence Handball)

### 2021/2022
Nach der Saison 2021/2022 der 1. Liga stand das Team auf dem 2. Platz mit 44 Punkten aus 21 Siegen und zwei Unentschieden bei sieben Niederlagen. Das Torverhältnis betrug 936:853. Die Heimspiele in der Liga Asobal wurden von insgesamt 12.124 Zuschauern besucht.
In der Copa del Rey schied die Mannschaft im Halbfinale gegen Puente Genil aus.
Der Verein nahm an der EHF European League 2021/2022 teil, schied aber in der 2. Qualifikationsrunde gegen Kadetten Schaffhausen aus.
Team:
- Tor: Marc Guàrdia (13 Spiele, 0 Tore[59]), Rangel da Rosa (30 Spiele, 10 Tore[60]), Pol Varela Juaneda
- Außen: Adrià Martínez (29 Spiele, 59 Tore[61]), Víctor De Sande (30 Spiele, 24 Tore[62]), Sergi Franco (27 Spiele, 86 Tore[6]), Edgar Pérez López (0[73]), Marc Vega (4 Spiele, 3 Tore[29])
- Rückraum: Joan Amigó (30 Spiele, 14 Tore[43]), Antonio Garcia (27 Spiele, 114 Tore[35]), Jan Gurri (30 Spiele, 50 Tore[63]), Pol Valera (29 Spiele, 154 Tore[65]), Chema Márquez, Alex Marquez, Dídac Romero, Gerard Domingo Calzada (13 Spiele, ein Tor),[8]
- Kreis: Oriol Rey (30 Spiele, 22 Tore[38]), Esteban Salinas (30 Spiele, 100 Tore[68]), Josep Ernest Armengol (28 Spiele, 5 Tore[10])[74]
- Trainer: Antonio Rama
- Zugänge: Rangel da Rosa (Logroño La Rioja), Joan Amigó (FC Barcelona)
- Abgänge: Marc Guàrdia (Karriereende), Borja Lancina Domingo (La Salle Montcada), Mamadou Gassama (Sporting Lissabon), Pol Sastre Rodríguez (?), Marc García Diéguez (Karriereende)

### 2020/2021
In der Saison 2020/2021 der 1. Liga kam die Mannschaft aus Granollers auf den 4. Platz, mit 47 Punkten und 1009:962 Toren aus 23 Siegen, einem Unentschieden und zehn Niederlagen.
In der Copa del Rey schied die Mannschaft im Halbfinale gegen FC Barcelona aus.
Team:
- Tor: Marc Guàrdia (30 Spiele, 1 Tor),[59] Pol Sastre Rodríguez
- Außen: Edgar Pérez López, Adrià Martínez Bages (33 Spiele, 44 Tore),[61] Víctor De Sande (12 Spiele, 2 Tore),[62], Sergi Franco (34 Spiele, 54 Tore),[6] Mamadou Gassama
- Rückraum: Marc Ferré Andreu, Jan Gurri (34 Spiele, 29 Tore),[63] Marc García Diéguez, Chema Márquez, Antonio Garcia (33 Spiele, 168 Tore),[35], Borja Lancina Domingo, Pol Valera (33 Spiele, 111 Tore),[65] Gerard Domingo Calzada (5 Spiele, kein Tor),[8] Alejandro Márquez
- Kreis: Oriol Rey (29 Spiele, 20 Tore),[38] Esteban Salinas (34 Spiele, 163 Tore),[68] Josep Ernest Armengol (10 Spiele, 0 Tore)[10]
- Trainer: Antonio Rama
- Zugänge: Victor De Sande (Karrierebeginn), Oriol Rey (Pays d’Aix UC), Esteban Salinas (Bidasoa Irun), Chema Márquez (BM Guadalajara), Antonio Garcia (HBC Nantes), …
- Abgänge: Adrià Figueras (HBC Nantes), Oswaldo Guimarães (BM Ciudad de Logroño), Ivan Popović (Csurgói KK), Nicolás Bonanno (Bidasoa Irun), Ian Tarrafeta (Pays d’Aix UC), Draško Nenadić (HSC 2000 Coburg), …

### 2019/2020
Die Spielzeit 2019/2020 in der 1. Liga beendete der Verein auf dem 6. Platz mit 21 Punkten aus zehn Siegen und einem Unentschieden bei acht Niederlagen und einem Torverhältnis von 547:534. Die Saison wurde wegen der COVID-19-Pandemie abgebrochen.
In der Copa del Rey schied die Mannschaft im Viertelfinale gegen FC Barcelona aus.
Team:
- Tor: Marc Guàrdia (19 Spiele, 0 Tore),[59] Pol Sastre Rodríguez, Nil Guiteras Canal
- Außen: Adrià Martínez Bages (19 Spiele, 20 Tore),[61], Sergi Franco (19 Spiele, 19 Tore),[6] Mamadou Gassama, Edgar Pérez López
- Rückraum: Marc García Diéguez, Draško Nenadić, Nicolás Bonanno, Borja Lancina Domingo, Pol Valera (14 Spiele, 29 Tore),[65] Ian Tarrafeta, Alejandro Márquez, Oswaldo Guimarães, Antonio Garcia (1 Spiel, 8 Tore),[35] Jan Gurri (9 Spiele, 2 Tore),[63]
- Kreis: Josep Ernest Armengol (ohne Einsatz),[10] Adrià Figueras, Ivan Popović
- Trainer: Antonio Rama
- Zugänge: Jan Gurri (Karrierebeginn), Pol Sastre Rodríguez (BM La Roca), Draško Nenadić (RK Celje), …
- Abgänge: César Almeida (Fenix Toulouse Handball), Víctor Sáez Lozano, Vukašin Rakocija, Álvaro Ferrer (Karriereende), Antonio García (HBC Nantes), …

### 2018/2019
In der Saison 2018/2019 der 1. Liga belegte Granollers den 5. Platz. 37 Punkte wurden in 17 Siegen und drei Unentschieden bei zehn Niederlagen geholt, das Torverhältnis betrug 814:763.
In der Copa del Rey schied die Mannschaft im Halbfinale gegen Liberbank Cuenca aus.
In der Saison 2018/2019 des EHF-Pokals kam der Verein bis in die Gruppenphase, schied danach aber aus.
Team:
- Tor: Marc Guàrdia (29 Spiele, 0 Tore),[59] César Almeida, Nil Guiteras Canal
- Außen: Adrià Martínez Bages (28 Spiele, 45 Tore),[61] Sergi Franco (30 Spiele, 22 Tore),[6] Mamadou Gassama, Víctor Sáez Lozano, Edgar Pérez López
- Rückraum: Antonio Garcia (29 Spiele, 131 Tore),[35] Pol Valera (26 Spiele, 34 Tore),[65] Borja Lancina Domingo, Oswaldo Guimarães, Nicolás Bonanno, Ian Tarrafeta, Vukašin Rakocija, Álvaro Ferrer, Marc García Diéguez, Alejandro Márquez, Marc García Diéguez, …
- Kreis: Adrià Figueras, Ivan Popović, …
- Trainer: Antonio Rama
- Zugänge: Sergi Franco (Karrieregebinn), Borja Lancina Domingo (Bidasoa Irun), Oswaldo Guimarães (BM Anaitasuna), Ivan Popović (Bidasoa Irun), Nicolás Bonanno (Bada Huesca), Víctor Sáez Lozano (BM Benidorm), Antonio García (CSM Bukarest), …
- Abgänge: Marc Cañellas (IFK Kristianstad), Álvaro Cabanas (BM Benidorm), Gonzalo Porras Pérez (BM Benidorm), Rolandas Bernatonis (Eger-Eszterházy SzSE), Albert Pujol Armendáriz (BM Anaitasuna), David Resina Forns (Karriereende), Jorge Felipe Fernandes Monteiro Da Silva (BM Sinfin), Ismael Bela Esono Mangue (Granollers B), …

### 2017/2018
Die Saison 2017/2018 in der 1. Liga beendete der Verein auf dem 3. Platz mit 42 Punkten aus 20 Siegen und zwei Unentschieden bei acht Niederlagen. Das Torverhältnis betrug 877:847.
In der Copa del Rey schied die Mannschaft im Vietelfinale gegen Puente Genil aus.
In der Saison 2017/2018 des EHF-Pokals schied die Mannschaft im Viertelfinale gegen Saint-Raphaël Var Handball aus.
Team:
- Tor: Marc Guàrdia (30 Spiele, 0 Tore),[59] César Almeida, …
- Außen: Adrià Martínez (5 Spiele, 1 Tor),[61] Mamadou Gassama, Álvaro Cabanas, David Resina Forns, …
- Rückraum: Pol Valera (11 Spiele, 4 Tore),[65] Marc Cañellas (27 Spiele, 64 Tore),[44] Ian Tarrafeta, Vukašin Rakocija, Álvaro Ferrer, Rolandas Bernatonis, Albert Pujol Armendáriz, Jorge Felipe Fernandes Monteiro Da Silva, Ismael Bela Esono Mangue, Marc García Diéguez, …
- Kreis: Adrià Figueras, Gonzalo Porras Pérez, …
- Trainer: Antonio Rama
- Zugänge: Adrià Martínez (Karrierebeginn), Pol Valera (Karrieregbeginn), Ian Tarrafeta (Karrierebeginn), César Almeida (ØIF Arendal), Vukašin Rakocija, Rolandas Bernatonis (CSM Bukarest), Albert Pujol Armendáriz (BM Huesca), Ismael Bela Esono Mangue (Granollers B), …
- Abgänge: …

### 2016/2017
In der Saison 2016/2017 der 1. Liga kam die Mannschaft auf den 4. Platz. 37 Punkte wurden in 17 Siegen und drei Unentschieden bei zehn Niederlagen geholt, bei einem Torverhältnis von 853:816.
In der Copa del Rey schied die Mannschaft im Halbfinale gegen FC Barcelona aus.
In der EHF-Pokal-Saison 2017/2018 schied die Mannschaft nach der Gruppenphase aus.
Team:
- Tor: Marc Guàrdia (2 Spiele, 0 Tore),[59] …
- Außen: Mamadou Gassama, Álvaro Cabanas, David Resina Forns, …
- Rückraum: Marc Cañellas (28 Spiele, 69 Tore),[44] Álvaro Ferrer, Jorge Felipe Fernandes Monteiro Da Silva, Alejandro Márquez, Marc García Diéguez, …
- Kreis: Adrià Figueras, Gonzalo Porras Pérez, …
- Trainer: Carlos Viver
- Zugänge: Álvaro Cabanas (BM Huesca), Jorge Felipe Fernandes Monteiro Da Silva (BM Anaitasuna), …
- Abgänge: César Almeida (ØIF Arendal), …

### 2015/2016
In der Spielzeit 2015/2016 der 1. Liga, die Granollers auf dem 4. Platz beendete, wurden 37 Punkte und 863:778 Tore in 17 Siegen und drei Unentschieden bei acht Niederlagen geholt.
Die Mannschaft kam in der Saison 2017/2018 des EHF-Pokals auf den 3. Platz.
Team:
- Tor: Marc Guàrdia (11 Spiele, 0 Tore),[59] César Almeida, …
- Außen: Mamadou Gassama, David Resina Forns, …
- Rückraum: Marc Cañellas (29 Spiele, 69 Tore),[44] Álvaro Ferrer, Alejandro Márquez, Marc García Diéguez, …
- Kreis: Adrià Figueras, Gonzalo Porras Pérez, …
- Trainer: Carlos Viver
- Zugänge: César Almeida (BM Guadalajara), Álvaro Ferrer (BM La Roca), Gonzalo Porras Pérez (BM Benidorm), Alejandro Márquez (ab 11/2015, FC Barcelona B), …
- Abgänge: …

### 2014/2015
Die Saison 2014/2015 der 1. Liga schloss das Team auf dem 3. Platz mit 43 Punkten und 840:787 Toren ab, 20 Siege und drei Unentschieden standen sieben Niederlagen gegenüber.
In der Copa del Rey schied die Mannschaft im Halbfinale gegen Juanfersa Gijón aus.
In der EHF-Pokal-Saison 2014/2015 schied die Mannschaft nach der Gruppenphase aus.
Team:
- Tor: Marc Guàrdia (2 Spiele, 0 Tore),[59] …
- Außen: David Resina Forns, …
- Rückraum: Marc Cañellas (19 Spiele, 12 Tore),[44] Marc García Diéguez, …
- Kreis: Adrià Figueras, …
- Trainer: Carlos Viver
- Zugänge: Adrià Figueras (FC Barcelona B), …
- Abgänge: Albert Pujol Armendáriz (Benfica Lissabon), …

### 2013/2014
In der Spielzeit 2013/2014 der 1. Liga belegte der Verein den 3. Platz. 42 Punkte und 791:735 Tore wurden in 20 Siegen, zwei Unentschieden und acht Niederlagen eingespielt.
In der Copa del Rey verlor die Mannschaft im Finale gegen FC Barcelona.
Team:
- Tor: Marc Guàrdia (0 Spiele, 0 Tore),[59] …
- Außen: Edgar Pérez (7 Spiele, 2 Tore),[73] David Resina Forns, …
- Rückruma: Albert Pujol Armendáriz, Marc García Diéguez, …
- Kreis: …
- Trainer: Antonio García
- Zugänge: Neu im Aufgebot waren Marc Guàrdia (Karrierebeginn) und Edgar Pérez (Karrierebeginn).

### 2012/2013
Die Saison 2012/2013 der 1. Liga schloss Granollers auf dem 6. Platz ab mit 33 Punkten aus 15 Siegen, drei  Unentschieden bei zwölf Niederlagen. Das Torverhältnis betrug 820:795.
Team:
- Tor: …
- Außen: …
- Rückraum: …
- Kreis: …
- Trainer: Antonio García
- Zugänge: …
- Abgänge: …

### 2011/2012
Die Saison 2011/2012 der 1. Liga beendete Granollers auf dem 8. Platz mit 26 Punkten aus zwölf Siegen, zwei Unentschieden bei 16 Niederlagen. Das Torverhältnis betrug 844:867.
Team:
- Tor: …
- Außen: …
- Rückraum: …
- Kreis: …
- Trainer: Manuel Cadenas
- Zugänge: …
- Abgänge: …

### 2010/2011
In der Saison 2010/2011 der 1. Liga kam Granollers auf den 4. Platz mit 43 Punkten und 938:855 Toren aus 19 Siegen, fünf Unentschieden und sechs Niederlagen.
Team:
- Tor: …
- Außen: David Resina Forns, …
- Rückraum: Antonio Garcia (30 Spiele, 164 Tore),[35]…
- Kreis: …
- Trainer: Manuel Cadenas
- Zugänge: …
- Abgänge: …

### 2009/2010
Die Spielzeit 2009/2010 der 1. Liga beendete die Mannschaft auf dem 8. Platz mit 27 Punkten und 884:879 Toren. Zwölf Siege, drei Unentschieden und 15 Niederlagen standen zu Buche.
In der Saison 2009/2010 im Europapokal der Pokalsieger wurde Granollers Zweiter.
Team:
- Tor: …
- Außen: David Resina Forns, …
- Rückraum: Antonio Garcia (29 Spiele, 105 Tore),[35] Álvaro Ferrer, …
- Kreis: …
- Trainer: Lorenzo Rueda
- Zugänge: …
- Abgänge: …

### 2008/2009
In der Saison 2008/2009 der 1. Liga wurde der 6. Platz belegt. 34 Punkte und 910:853 aus 16 Siegen, zwei Unentschieden und zwölf Niederlagen standen am Ende zu Buche.
Team:
- Tor: …
- Außen: David Resina Forns, …
- Rückraum: Antonio Garcia (30 Spiele, 23 Tore),[35] Álvaro Ferrer, …
- Kreis: …
- Trainer: Lorenzo Rueda
- Zugänge: …
- Abgänge: …

### 2007/2008
Die Spielzeit 2007/2008 der 1. Liga beendete man auf dem 12. Platz mit 19 Punkten und 815:868 Toren. Neun Siege und ein Unentschieden sowie 20 Niederlagen gab es für das Team.
In der EHF-Pokal-Saison 2007/2008 schied die Mannschaft im Achtelfinale gegen HC Metalurg Skopje aus.
Team:
- Tor: …
- Außen: David Resina Forns, …
- Rückraum: Antonio Garcia (30 Spiele, 39 Tore),[35] Álvaro Ferrer, …
- Kreis: …
- Trainer: Manuel Montoya
- Zugänge: …
- Abgänge: …

### 2006/2007
Die Spielzeit 2006/2007 in der 1. Liga beendete das Team auf dem 7. Platz. 25 Punkte und 787:848 Tore wurden in zwölf Siegen, einem Unentschieden und 17 Niederlagen erspielt.
Team:
- Tor: …
- Außen: David Resina Forns, …
- Rückraum: Antonio Garcia (16 Spiele, 12 Tore),[35] Álvaro Ferrer, …
- Kreis: …
- Trainer: Manuel Montoya
- Zugänge: David Resina Forns, …
- Abgänge: …

### 2005/2006
In der Saison 2005/2006 der 1. Liga wurde der 10. Platz mit 25 Punkten aus zehn Siegen und fünf Unentschieden bei 15 Niederlagen erreicht. Das Torverhältnis betrug 828:854.
In der Saison 2005/2006 im Europapokal der Pokalsieger schied das Team aus Granollers im Viertelfinale gegen BM Valladolid aus.
Team:
- Tor: …
- Außen: …
- Rückraum: Antonio Garcia (18 Spiele, 7 Tore),[35] Álvaro Ferrer, …
- Kreis: …
- Trainer: Manuel Montoya
- Zugänge: …
- Abgänge: …

### 2004/2005
Die Spielzeit 2004/2005 der 1. Liga schloss Granollers auf dem 6. Platz ab. 30 Punkte und 819:833 Tore wurden in 13 Siegen, vier Unentschiedne und 13 Niederlagen erreicht.
In der EHF-Pokal-Saison 2004/2005 schied die Mannschaft im Achtelfinale gegen TUSEM Essen aus.
Team:
- Tor: …
- Außen: …
- Rückraum: Antonio Garcia (6 Spiele, 4 Tore),[35] Álvaro Ferrer, …
- Kreis: …
- Trainer: Manuel Montoya
- Zugänge: …
- Abgänge: …